# 桃組
桃組（ももぐみ）は、吉本興業東京本部に所属していたお笑いコンビ。2005年1月結成、2013年4月解散。以前は福岡吉本に所属していた。共に福岡県出身。

## メンバー
- 宮川 （本名:宮川 正(みやがわ ただし)、 1978年9月21日 - 　）

立ち位置向かって左。ツッコミ担当。
北九州市出身。小倉高校卒業。九州大学歯学部で歯科医を目指していたが、中退して芸人になった。
身長178cm、体重72kg。血液型はA型。
読書、野球観戦が好きで千葉ロッテマリーンズのファン。
散歩も趣味。ブログで「みや散歩」と題したレポートを載せていた。
魚料理が得意。
猫が好き。
引退後は2016年より江戸川橋で居酒屋を経営している。
- 大谷 （本名:大谷 健太(おおたに けんた)、 1985年9月11日 - 　）

立ち位置向かって右。ボケ担当。
身長166cm、体重48kg。
　　詳細は「大谷健太」を参照。

## 来歴
- 「ナンバーエイト」を解散した宮川が、「カレラ」解散後ピン芸人をしていた7歳下の大谷を口説いてコンビを結成した。
- 2008年9月に東京吉本に移籍。上京の際、宮崎でのイベント出演後に初めての宮崎空港から発ったため、古巣を後にするさみしさがわかなかった。荷物は手で持てる程度のカバンのみで、飛行機ではライセンスの井本にしつこく質問された。東京での家は決まっておらず、初恋タロー高森(現：初恋タロー)の家に泊めてもらうと話していた[3]。
- 2010年11月11日に初めてルミネtheよしもと なう。の担当をする。以後およそ月2回担当していた。
- ルミネtheよしもと　なう。では顔見知りのゲストが来ることが少ないため、トークやお絵かき対決をすることが多かった。
- 2013年4月19日のルミネtheよしもとの前説を以って、宮川が自身のツイッターにて自身の引退のため解散を発表。

## 出演
- 爆笑オンエアバトル（NHK総合）戦績1勝0敗 最高445KB
- あらびき団（TBSテレビ） 2011年5月18日
- ルミネtheよしもと なう。